# Жолдыбаев, Буркутбай
Буркутбай Жолдыбаев (каз. Бүркітбай Жолдыбаев; 1892 год, аул Терсакан, Атбасарский уезд, Акмолинская область, Российская империя — 1967 год, село Терсакан, Есильский район, Акмолинская область, Казахская ССР, СССР) — старший табунщик мясного совхоза «Терсаканский» Министерства совхозов СССР, Есильский район Акмолинской области. Герой Социалистического Труда (1948).

## Биография
Родился в 1892 году в крестьянской семье в ауле Терсакан Акмолинской области.
В 1930 году вступил в коневодческий колхоз «Ульгули» Каркаралинского района (с 1940 года — совхоз «Терсаканский»), трудился табунщиком.
В 1942 году призван на фронт, воевал в составе 97-го гвардейского стрелкового полка 31-й гвардейской стрелковой дивизии. В декабре 1942 года награждён медалью «За боевые заслуги». Во время одного из сражений получил ранение. После излечения демобилизовался и в 1943 году возвратился на родное село.
Продолжил трудиться табунщиком в совхозе «Терсаканский». Был назначен старшим табунщиком.
В 1947 году коневодческая бригада Буркутбая Жолдыбаева получила 85 жеребят от 85 кобыл. За получение высокой продуктивности животноводства в 1947 году указом Президиума Верховного Совета СССР от 23 июля 1948 года удостоен звания Героя Социалистического Труда с июля вручением ордена Ленина и золотой медали «Серп и Молот».
В 1955 году избирался депутатом поселкового совета.
Работал в совхозе «Терсаканский» до выхода на пенсию в 1959 году.
Скончался в 1969 году.